# Victoria Pereyra
Victoria Pereyra (19 de diciembre de 1986, Montevideo, Uruguay) es una jugadora y entrenadora de basquetbol internacional Uruguaya. Forma parte de la selección de Uruguay, siendo la mejor jugadora en la posición de base, y como la primera jugadora uruguaya de jugar en una liga profesional.

## Trayectoria deportiva

### Nacimiento e infancia
Nacida en Montevideo en el seno de una familia de trabajadores, Victoria desde muy pequeña se iba relacionando con el basquetbol, como su hermano mayor era jugador, ella participaba de los partidos y entrenamientos como espectadora con su familia.

### Comienzos
A los 9 años entró al club Malvin de Montevideo, para realizar simplemente una actividad deportiva, al tener como actividad basquetball femenino, de inmediato ingreso a las minis del club, ya mostrando su destrezas en dicho deporte.

### Carrera nacional
Participó en la categorías mini, cadetes, desde 1996 al año 2002 en el Club Malvin, luego perteneció brevemente en los años 2002 y 2003 al club Cordón, siendo goleadora y jugadora destacada en varias oportunidades en este periodo, que a consecuencia de ello es galardonada con el premio Charrúa en el 2002 como mejor jugadora uruguaya.

## Carrera internacional
En el año 2008 emigra a Chile jugando en la Universidad Católica de Valparaíso, logrando el primer puesto en la liga nacional de Chile.
Año 2012 juega en Brasil en el Club CBC Chapeco de Santa Catarina, obteniendo el segundo puesto en el torneo estadual, promediando 20 puntos por partido y siendo mejor jugadora en varios torneos estaduales en el estado de Paraná y Santa Catarina, Brasil.
Año 2013, participa por el Club Guarulhos de Sao Paulo en la liga de básquet nacional de Brasil, destacándose como mejor defensa, con el promedio de 6 recuperos por partido, promediando los 10 puntos por juego.
Año 2014, club Mogi das Cruzes de Sao Paulo, participando en los juegos regionales estaduales (Paulista), obteniendo el segundo puesto, logrando una destacada actuación con 6 recuperos y promediando 20 puntos por partido.
Realiza una prueba por el club Olympique Sevoie de la ciudad de Albertville de Francia, seleccionada como titular del equipo, no pudiendo participar en el torneo por inconvenientes con documentos.
Al no poder jugar el torneo en Francia retorna a Brasil, siendo contratada por el Club São José dos Campos, participando de la liga nacional de basquetbol Brasileño logrando el tercer puesto.
En el 2015, en Buenos Aires, Argentina es seleccionada en un draft de jugadoras extranjeras para participar por Obras Sanitarias, en la super liga femenina, logrando el cuarto puesto, teniendo una destacada actuación en dicho torneo, promediando los 12 puntos por partido.
Luego emigra nuevamente a Chile para jugar la liga por el Club Inacap, logrando el segundo puesto de dicho torneo, destacándose entre las mejores jugadoras del torneo.
Actualidad
Actualmente es jugadora del Club Goes de Montevideo, Uruguay.
En la temporada 2016 su participación en la liga uruguaya con el club Goes le dio más competitividad a la misma, quitándole con su club un protagonismo e invicto al club Malvin, ganando 2 encuentros en la fase regular, generando un atractivo extra a la liga, que venia siendo un poco monótona por la amplia diferencia de Malvin con sus adversarios.
En los play off en encuentros muy parejos el triunfo fue para Malvin (campeón).
Culminando la liga con Goes Vicecampeón.
Fue elegida en el draft de la superliga Argentina en el pick 5, entre 32 jugadoras postulantes, por el club Libertad de Sunchales, que al dilatarse la competición en Uruguay no pudo participar.
En el 2017 asume como entrenadora de las formativas femeninas del club Goes de Montevideo Uruguay.
En abril de 2017 fue designada por los neutrales de la FUBB. Ricardo Vairo (presidente) y Fernando Coelho (Tesorero) para cumplir la función como asistente técnico del entrenador Alejandro Álvarez "gallego" de todas las divisionales formativas de la selección uruguaya de básquet femenina.
Baloncesto 3x3
Como jugadora en el 2014 participó en varios tours en la región, saliendo campeona en infinidad de oportunidades, llegando a una puntuación en la cual le dio una posición inusitada en el ranking mundial femenino con el primer puesto.
Participó en el mundial de Rusia teniendo una destacada actuación con Uruguay logrando el puesto 12.
Como entrenadora, en 2017 participó de los Juegos de la Juventud en Chile U17,con la delegación Uruguaya, logrando la primera medalla de un equipo uruguayo femenino en el exterior, obteniendo la medalla de bronce.